# Tsaghkunjatsbergen
Tsaghkunjatsbergen (armeniska: Ծաղկունյաց լեռներ: Tsaghkunjats lerner) är en bergskedja i Armenien. Den ligger i den centrala delen av landet, 50 kilometer norr om huvudstaden Jerevan.
Trakten runt Tsaghkunjatsbergen består i huvudsak av gräsmarker. Runt Tsaghkunjatsbergen är det ganska tätbefolkat, med 149 invånare per kvadratkilometer.